# 신행정수도법 위헌 확인 결정
신행정수도법 위헌 확인 결정(사건번호 : 2004헌마554·2004헌마566, 2004. 10. 21) 혹은 수도이전사건은 대한민국 헌법재판소에서 신행정수도의건설을위한특별조치법이 헌법에 위반된다고 판시한 사건이다. 헌법재판소는 이 소송에서 수도 서울의 관습헌법론을 제시하여 주목을 끌었다. 이 결정으로 인해 2004년 대한민국 행정수도 이전 계획이 취소되고, 신행정수도 후속대책을 위한 연기·공주지역 행정중심복합도시 건설을 위한 특별법이 제정되었다.

## 당사자

### 2004헌마554[1]
- 청구인 : 최아무개 외 168인
- 대리인 : 법무법인 신촌
- 담당변호사 : 김문희 외 1인
- 변호사 : 이석연

### 2004헌마566
- 청구인 : 정아무개
- 국선대리인 변호사 : 김영진
- 보조참가인 : 임아무개 외 229인
- 대리인 : 법무법인 신촌
- 담당변호사 : 김문희 외 1인
- 변호사 : 이석연

## 재판관
- 재판장 : 윤영철
- 주심 : 김영일, 권성, 김효종, 김경일, 송인준, 주선회, 전효숙, 이상경

## 판시 사항
- 신행정수도의건설을위한특별조치법(2004. 1. 16. 법률 제7062호)은 헌법에 위반된다.

## 결정 요지

### 수도의 의미
수도는 국가기관이 집중적으로 모여 정치와 행정의 중추적인 기능을 실현하고, 대외적으로는 국가를 상징하는 곳을 의미한다. 국회와 대통령의 소재지는 수도를 결정하는 중요한 요소가 되며, 이 사건 법률은 신행정수도를 주요 헌법기관과 중앙 행정기관들이 소재하여 국가의 정치·행정의 중추기능을 가지는 수도로 지칭하고 있다. 따라서 이 사건 법률에 의한 신행정수도의 이전은 곧 대한민국의 수도의 이전을 의미한다.

### 관습 헌법
대한민국은 성문헌법을 가진 나라로서 기본적으로 헌법전(憲法典)이 헌법의 법원(法源)이 된다. 그러나 성문헌법이라고 하여도 그 속에 모든 헌법사항을 빠짐없이 완전히 규율하는 것은 불가능하고, 또한 헌법은 국가의 기본법으로서 간결성과 함축성을 추구하기 때문에 형식적 헌법전에는 기재되지 아니한 사항이라도 이를 불문헌법(不文憲法) 내지 관습헌법으로 인정할 소지가 있다. 특히 헌법제정 당시 자명(自明)하거나 전제(前提)된 사항 및 보편적 헌법원리와 같은 것은 반드시 명문의 규정을 두지 아니하는 경우도 있다. 그렇다고 해서 헌법사항에 관하여 형성되는 관행 내지 관례가 전부 관습헌법이 되는 것은 아니고 강제력이 있는 헌법규범으로서 인정되려면 엄격한 요건들이 충족되어야만 하며, 이러한 요건이 충족된 관습만이 관습헌법으로서 성문의 헌법과 동일한 법적 효력을 가진다.

### 관습 헌법의 요건
- 기본적 헌법사항에 관하여 어떠한 관행 내지 관례가 존재할 것.
- 관행은 국민이 그 존재를 인식하고 사라지지 않을 관행이라고 인정할 만큼 충분한 기간 동안 반복 내지 계속될 것(반복·계속성).
- 관행은 지속성을 가지고 그 중간에 반대되는 관행이 이루어지지 않을 것(항상성).
- 관행은 여러 가지 해석이 가능할 정도로 모호한 것이 아닌 명확한 내용을 가지고 있을 것(명료성).
- 이러한 관행이 헌법관습으로서 국민들의 승인 내지 확신 또는 폭넓은 컨센서스를 얻어 국민이 강제력을 가진다고 믿고 있어야 할 것(국민적 합의).
- 서울은 위 헌법적 가치를 충족하고 있다. 그러나 구체적 사항은 따로 위임하고 있다.

### 수도 서울의 법리론
헌법기관의 소재지, 특히 국가를 대표하는 대통령과 민주주의적 통치원리에 핵심적 역할을 하는 의회의 소재지를 정하는 문제는 국가의 정체성(正體性)을 표현하는 실질적 헌법사항의 하나이다. 수도를 설정하거나 이전하는 것은 국회와 대통령 등 최고 헌법기관들의 위치를 설정하여 국가조직의 근간을 장소적으로 배치하는 것으로서, 국가생활에 관한 국민의 근본적 결단임과 동시에 국가를 구성하는 기반이 되는 핵심적 헌법사항에 속한다.
헌법전 상에는 ‘수도가 서울’이라는 명문의 조항이 존재하지 않지만, 현재의 서울 지역이 수도인 것은 그 명칭상으로도 자명한 것으로서, 대한민국의 성립 이전부터 국민들이 이미 역사적, 전통적 사실로 의식적 혹은 무의식적으로 인식하고 있었으며, 대한민국의 건국에 즈음하여서도 국가의 기본구성에 관한 당연한 전제사실 내지 자명한 사실로서 아무런 의문도 제기될 수 없는 것이었다. 따라서 제헌헌법등 우리 헌법제정의 시초부터 ‘서울에 수도(서울)를 둔다.’는 등의 동어반복적인 당연한 사실을 확인하는 헌법조항을 설치하는 것은 무의미하고 불필요한 것이었다. 서울이 바로 수도인 것은 국가생활의 오랜 전통과 관습에서 확고하게 형성된 자명한 사실 또는 전제된 사실로서 모든 국민이 대한민국의 국가구성에 관한 강제력 있는 법규범으로 인식하고 있는 것이다.

### 수도 서울의 관습 헌법성
서울이 대한민국의 수도인 것은 조선시대 이래 600여 년간 한국의 국가생활에 관한 당연한 규범적 사실이 되어 왔으므로 한국의 국가생활에 있어서 전통적으로 형성되어있는 계속적 관행이라고 평가할 수 있고(계속성), 이러한 관행은 변함없이 오랜 기간 실효적으로 지속되어 중간에 깨어진 일이 없으며(항상성), 서울이 수도라는 사실은 대한민국의 국민이라면 개인적 견해 차이를 보일 수 없는 명확한 내용을 가진 것이며(명료성), 나아가 이러한 관행은 오랜 세월간 굳어져 와서 국민들의 승인과 폭넓은 컨센서스를 이미 얻어(국민적 합의) 국민이 실효성과 강제력을 가진다고 믿고 있는 국가생활의 기본사항이라고 할 것이다. 따라서 서울이 수도라는 점은 우리의 제정헌법이 있기 전부터 전통적으로 존재하여온 헌법적 관습이며 우리 헌법조항에서 명문으로 밝힌 것은 아니지만 자명하고 헌법에 전제된 규범으로서, 관습헌법으로 성립된 불문헌법에 해당한다.

### 관습 헌법의 개정 절차
관습헌법도 헌법의 일부로서 성문헌법의 경우와 동일한 효력을 가지기 때문에 그 법규범은 최소한 헌법 제130조에 의거한 헌법 개정의 방법으로만 개정될 수 있다. 따라서 재적의원 3분의 2 이상의 찬성에 의한 국회의 의결을 얻은 다음(헌법 제130조 제1항) 국민투표에 붙여 국회의원 선거권자 과반수의 투표와 투표자 과반수의 찬성을 얻어야 한다(헌법 제130조 제3항). 다만 이 경우 관습헌법규범은 헌법전에 그에 상반하는 법규범을 첨가함으로써 폐지하게 되는 점에서, 헌법전으로부터 관계되는 헌법조항을 삭제함으로써 폐지되는 성문헌법규범과는 구분된다. 한편 이러한 형식적인 헌법개정 외에도, 관습헌법은 그것을 지탱하고 있는 국민적 합의성을 상실함에 따라 법적 효력을 상실할 수 있다. 관습헌법은 주권자인 국민이 유효한 헌법규범으로 인정하는 동안에만 존속하는 것이며, 관습법의 존속요건의 하나인 국민적 합의성이 소멸되면 관습헌법으로서의 법적 효력도 상실하게 된다. 관습헌법의 요건들은 그 성립의 요건일 뿐만 아니라 효력 유지의 요건이다.
대한민국과 같은 성문의 경성헌법 체제에서 인정되는 관습헌법사항은 하위규범형식인 법률에 따라 개정될 수 없다. 영국과 같이 불문의 연성헌법 체제에서는 법률에 대하여 우위를 가지는 헌법전이라는 규범형식이 존재하지 아니하므로 헌법사항의 개정은 일반적으로 법률개정의 방법에 의할 수밖에 없을 것이다. 그러나 우리 헌법의 경우 헌법 제10장 제128조 내지 제130조는 일반법률의 개정절차와는 다른 엄격한 헌법개정절차를 정하고 있으며, 동 헌법개정절차의 대상을 단지 ‘헌법’이라고만 하고 있다. 따라서 관습헌법도 헌법에 해당하는 이상 여기서 말하는 헌법개정의 대상인 헌법에 포함된다고 보아야 한다. 이와 같이 헌법의 개정절차와 법률의 개정절차를 준별하고 헌법의 개정절차를 엄격히 한 우리 헌법의 체제 내에서 만약 관습헌법을 법률에 따라 개정할 수 있다고 한다면 이는 관습헌법을 더 이상 ‘헌법’으로 인정한 것이 아니고 단지 관습‘법률’로 인정하는 것이며, 결국 관습헌법의 존재를 부정하는 것이 된다. 이러한 결과는 성문헌법체제하에서도 관습헌법을 인정하는 대전제와 논리적으로 모순된 것이므로 우리 헌법체제상 수용될 수 없다.

### 결론
서울이 대한민국의 수도인 점은 불문의 관습헌법이므로 헌법개정절차에 따라 새로운 수도 설정의 헌법조항을 신설함으로써 실효되지 아니하는 한 헌법으로서의 효력을 가진다. 따라서 헌법개정의 절차를 거치지 아니한 채 수도를 충청권의 일부지역으로 이전하는 것을 내용으로 한 이 사건 법률을 제정하는 것은 헌법개정사항을 헌법보다 하위의 일반 법률에 따라 개정하는 것이 된다. 한편 헌법 제130조에 의하면 헌법의 개정은 반드시 국민투표를 거쳐야만 하므로 국민은 헌법개정에 관하여 찬반투표를 통하여 그 의견을 표명할 권리를 가진다. 그런데 이 사건 법률은 헌법개정사항인 수도의 이전을 헌법개정의 절차를 밟지 아니하고 단지 단순법률의 형태로 실현시킨 것으로서 결국 헌법 제130조에 따라 헌법개정에 있어서 국민이 가지는 참정권적 기본권인 국민투표권의 행사를 배제한 것이므로 동 권리를 침해하여 헌법에 위반된다.

## 재판관김영일의 별개 의견

### 수도 이전에 관한 의사 결정의 속성
수도의 위치는 국가존재의 의미에 영향을 미치는 것이어서 국가안위에 관한 문제이고, 통일과정 및 통일의 전후에 있어 중요한 의미를 가지기 때문에 통일에 관한 문제이며, 국가방위전략에 중요한 고려요소가 되기 때문에 국방에 관한 문제이므로, 수도이전에 관한 의사결정은 헌법 제72조가 정한 ‘국방·통일 기타 국가안위에 관한 정책’에 해당한다. 또한 대의기관의 의사를 통하여 추정되는 국민의사와 별도로 현실적인 국민의사를 확인할 필요가 있을 만큼 충분한 가치가 있는 것이므로, 수도이전에 관한 의사결정은 헌법 제72조가 정한 ‘중요정책’에 해당한다.
따라서 수도 이전에 관한 의사결정은 국민투표의 대상이 된다.
대통령의 국민투표부의행위는 자유재량행위이지만, 수도이전에 관한 의사결정을 국민투표에 붙이지 아니하는 것은 재량권을 일탈·남용한 것으로서 재량권이 부여된 근거되는 법규범인 헌법 제72조에 위반된다.

### 다수 의견의 논리 검토
국민의 법적 확신이 변화·소멸되었음이 확인되지 않는다는 이유로 헌법개정절차에 따라야 한다는 다수의견의 논리에 의문이 있고, 다수의견에 따른 헌법재판소의 이 사건 결정으로 수도위치에 관한 규범의 형태가 관습헌법규범에서 성문헌법규범으로 변경되는 결과가 된다면 규범의 존재양식을 선택하는 헌법개정권력의 권한을 헌법재판소가 실질적으로 행사하는 것이 되며, 헌법규범이 아닌 사항에 관하여 국민투표권이 침해되는 상황이 발생할 경우 다수의견은 어떠한 방법으로 국민의 기본권을 보장할 것인지 분명하지 아니하고, 관습헌법이라고 단정하기 어려운 면이 있는 수도문제에 관하여 현행헌법의 틀 내에서 위헌적 상황을 교정할 방법이 있는데도 다수의견은 헌법개정의 방법을 전제로 하는 무리한 길을 택하는 것이 아닌가 한다.

## 재판관전효숙의 반대 의견

### 수도 소재지의 속성
역사적으로 수도의 소재지는 국가 정체성에 관한 중요한 사항이었으나, 자유민주주의와 입헌주의를 주된 가치로 하는 우리 헌법은, 국가권력의 통제와 합리화를 통하여 국민의 자유와 권리를 최대한 실현하려는 것이 그 목적이며, 수도의 소재지가 어디냐는 그 목적을 위한 “도구”에 불과하다. 그러므로 헌법상 수도의 위치가 반드시 헌법제정권자나 헌법개정권자가 직접 결정해야 할 사항이라 할 수 없다.
서울이 수도라는 사실이 오랫동안 우리 민족에게 자명하게 인식되어 온 관행에 속한다 하더라도, 우리 국민이 그것을 강제력 있는 법규범으로 확신하고 있었다고 인정하기 어렵다. 수도이전 문제는 이 사건 심판청구 무렵에야 우리 사회의 주된 쟁점이 되었고, 여야 국회의원들은 수도이전 사안이 국민의 헌법적 확신을 지니는 헌법사항이라든가, 헌법개정절차를 통하여야 하므로 입법권의 대상이 될 수 없다든가 하는 점에 관한 인식을 전혀 드러내지 않았다. 결국 “서울이 수도”라는 관행적 “사실”에서 관습헌법이라는 “당위규범”이 인정될 수 없다.

### 관습 헌법의 효력
성문헌법을 지닌 법체제에서, '관습헌법을 성문헌법과 “동일한” 혹은 “특정 성문헌법 조항을 무력화 시킬 수 있는” 효력을 가진 것으로 볼 수 없다. 관습헌법은 성문헌법으로부터 동떨어져 성립하거나 존속할 수 없고 항상 성문헌법의 여러 원리와 조화를 이룸으로써만 성립하고 존속하는 “보완적 효력”만을 지닌다. 이러한 법리는 관습헌법의 내용이 “중요한 헌법사항”이라 하더라도 동일하다.
“서울이 수도”라는 관습헌법의 변경은 헌법개정에 의해야 한다면, 이는 관습헌법에 대하여 헌법이 부여한 국회의 입법권보다 우월적인 힘을 인정하는 것이 된다. 수도이전과 같은 헌법관습의 변경의 경우에도, 별도로 이를 제한하는 헌법규정이 없으므로, 국회의 입법으로 가능하다. 이 사건 법률은 국회의원들의 압도적 다수로 통과되었는데, 그러한 입법이 국민의 민의를 제대로 반영하지 못하였다는, 혹은 민의를 배신하였다는 정치적 비난을 받을 수 있는 것은 별도로 하고, 헌법적 측면에서 그것이 "국회의원들의 권한이 아니다"라고 단정할 수 없는 것이다.

### 국민 투표권 침해에 대한 검토
헌법 제72조는 대통령에게 ‘국가안위에 관한 중요정책’의 국민투표를 실시할 것인지 여부에 관하여 재량을 주고 있는데, 사안의 중대성에 따라 그 재량이 달라진다고 해석할 수 없다. 또한 그러한 재량은 헌법이 직접 부여한 것이므로, 행정법상의 재량권의 일탈·남용 법리는 적용될 수 없다. 따라서 이 사건에서 헌법 제72조의 국민투표권이 침해될 가능성은 없다.
이 사건은 기본권 침해를 구제하기 위한 헌법소원절차에서 헌법재판소가 본안판단을 하기에 부적법한 것이다.

## 결정에 대한 평가

### 찬성론자
- 홍성방 교수는 헌재의 결정에 동의하면서, 결정을 법리적 해석으로 파악했다.[4]
- 김철수 교수는 “수도는 국기나 애국가와 같이 실체가 있는 헌법사항”으로, “명문화만 안됐지 실체가 있는 것이므로 관습헌법으로서 부족한 면이 없다.”[5]라고 평가했다.
- 허영 교수는 “어느 나라든지 성문헌법 외에 헌법관습법을 두고 성문헌법이 담을 수 없는 것을 규정하고 있”으며 “관습헌법은 성문헌법을 반대하는 것이 아니라 보완하기 위해 존재하는 것”[5][6][7]이라고 평가했다.
- 최대권 교수는 “우리 헌법은 130개 조항으로 모든 법률의 방향을 정할 수는 없”으며, “성문법 국가에서도 일반적으로 국가정체성, 기본권 등 국민 의식 속에 자명하게 녹아 있는 관행이나 관례는 헌법사항이 된다.”[7]라고 인터뷰에서 밝혔다.
- 이광윤 교수는 “85개국의 헌법에 수도가 명시돼 있다. 대한민국 헌법에는 없는데 이는 600년 이상 서울이 수도였고 서울이란 말 자체가 수도를 뜻하기 때문이다. 따라서 이는 불문헌법이다. 이를 바꾸려면 헌법개정 절차를 거쳐야 한다.”[8]라고 지적했다.
- 신상희. 그는 "國都는 형식성을 초월하는 불변의 진리로써 신성 불가침이다. 기본법구조상, 국가의 기본법은 기본적·권위적 조문의 형식적 의미이고, 국민의 기본권 보장은 특수적·비권위적 법률의 실질적 의미이다. 특별시행정특례에 관한 법률과 수도권이 성문화 존재하고, 불문법으로는 역사 지속성, 기능 항상성, 목표 당위성, 미래 지양성, 환경 조화성 등 헌법적 규범가치 충족하고 있다. 중복성 배제는 유보적, 그러니까, 수도서울은 國都府로써 상위개념이며 國都의 정체성 확립이 불가피하다."|  | 이 문서는 참고 문헌 목록을 포함하고 있으나, 각주가 부족하여 출처가 모호합니다. 더욱 정확한 각주를 적용하여 이 문서가 향상되도록 도와 주세요. |라고 피력했다.

### 반대론자
- 정태호 교수는 “서울특별시 행정특례에 관한 법률 제2조는 ‘서울특별시는 정부의 직할에 두되, 이 법이 정하는 범위 안에서 수도로서의 특수한 지위를 가진다.’라고 못박고 있”으므로, “성문법에 의한 규정이 이렇게 존재하는데 마치 없는 것처럼 얘기한 것은 헌재의 결정적 오류”라고 평가했다. 또한 “다분히 정치적 결정이고 헌법 파괴 행위로까지 봐야 한다.”[9]라고 밝히고 "헌재 무용론이 나올 수도 있다"[4]고 우려했다.
- 권형준 교수는 “무형의 관습헌법을 변경하기 위해 성문헌법을 개정하라는 건 논리에 맞지 않는다.”[10]라고 말했다.
- 김형성 교수는 “관습헌법으로 인정되려면 계급제도 폐지와 같이 국민 누구나가 인정할 수 있는 것이어야 하는데 수도가 서울이어야 한다는 데에 대해서는 찬성하지 않을 국민도 분명히 있을 것”[10]이라고 말했다.
- 참여연대는 “헌재 논리대로라면 최근 여야 공히 법개정을 추진하고 있는 호주제나 동성동본 혼인금지제도 관습헌법으로 볼 수 있는 것 아니냐”[5]라며, 이 또한 위헌이 되는 셈이라고 지적했다.
- 민변도 “서울이 수도라는 사실이 관습헌법의 일부라고 하는 헌재의 해석은 그동안 헌법학계와 판례에서 전혀 거론된 바 없으며, 이는 헌재의 자의적 해석이 들어간 부분으로 여겨진다.”[11]라고 논평했다.

### 기타 의견
- 장영수 교수는 “헌법 130조 국민투표권 규정은 성문헌법의 개정을 전제로 한 것이지 관습헌법의 개정을 언급한 것이 아니며, 헌재의 법리 전개는 적절치 못하다고 본다.”[12]라고 말했다.
- 임지봉 교수는 “헌법적 관습, 정신, 관행 등에 대한 위배를 지적한 사례가 독일과 미국 등에 있었지만 성문헌법 위배 여부가 우선적 판단기준이 됐을 뿐 이번처럼 판단 근거로 관습헌법 위배만 놓고 위헌 결정을 내린 것은 이례적”[12]이라고 평가했다.
- 도올 김용옥은 지금까지 법실증주의에 충실하게 성문헌법주의만을 고수해 오던 헌법재판소가 불문헌법론을 동원한 것은 신행정수도특별법을 위헌으로 판시하기 위해 모든 논리를 동원한 셈이라고 오마이뉴스 기고문을 통해 비판했다.[13][14]

## 참고 자료
- ‘“관습헌법은 있다” 법조계 다수의견’, 조선일보, 2004.10.23.
- 김현석, 헌법 기본판례 109선, 헤르메스, 2011. ISBN 978-89-94619-11-8
- '정부, 중앙행정기관으로서의 특별시'

## 같이 보기
- 세종특별자치시
- 백지계획
- 2004년 대한민국 행정수도 이전 계획